# هو-هو-کوس (نیوجرسی)
هو-هو-کوس (به انگلیسی: Ho-Ho-Kus) شهری در ایالت نیوجرسی کشور ایالات متحده آمریکا است که جمعیت آن در سرشماری سال ۲۰۱۰ میلادی، ۴٬۰۷۸ نفر بوده‌است.